# Parque Zoológico do Rio Grande do Sul

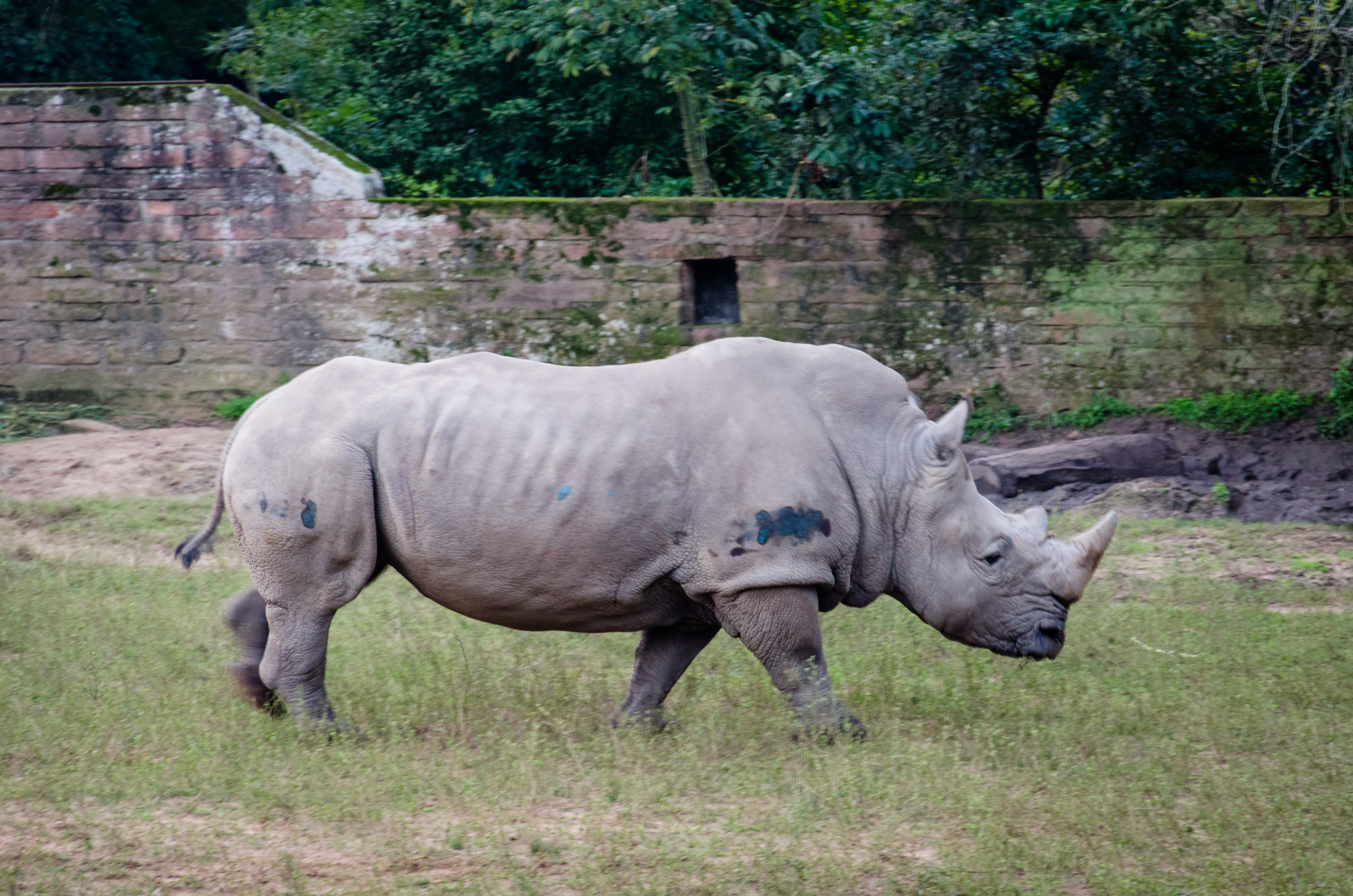
Rinoceronte no Parque Zoológico.

O Parque Zoológico do Rio Grande do Sul é um jardim zoológico localizado na parada 41 da BR-116, em Sapucaia do Sul, no estado brasileiro do Rio Grande do Sul. Foi um dos três órgãos executivos da extinta Fundação Zoobotânica do Rio Grande do Sul até sua extinção em 2016, e em 2019 foi desenvolvido projeto de concessão à iniciativa privada.

## História
Foi inaugurado em 1962. Possui 160 hectares de reserva natural e mantém mais de mil animais de aproximadamente 150 espécies de todas as partes do mundo, incluindo espécies nativas ameaçadas, procurando reproduzir em seus espaços uma aproximação de seus habitats de origem.
O Parque Zoológico do RS é um dos maiores da América do Sul e foi qualificado como referência nacional pelo IBAMA, desenvolvendo projetos científicos e preservando e reproduzindo espécies nativas ameaçadas de extinção. Sua grande área verde tem grande valor ecológico para a região Metropolitana de Porto Alegre. Sempre foi uma atração popular, recebendo mais de 500 mil visitantes pagantes por ano.

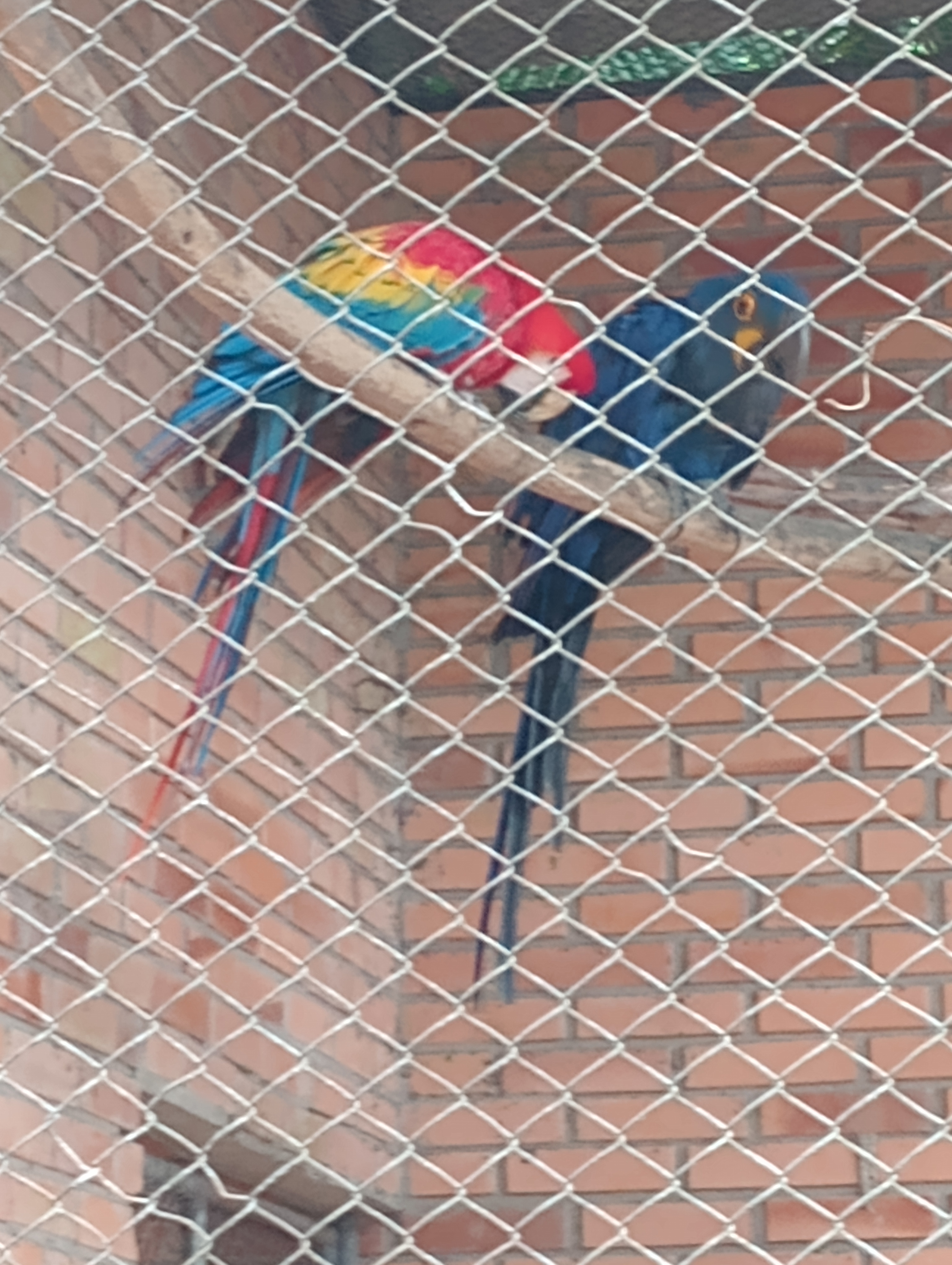
araras no Parque Zoológico

Atualmente é administrado pela Secretária do Meio Ambiente e Infraestrutura do Estado do Rio Grande do Sul.